# Чау, Осрик
Осрик Чау (англ. Osric Chau; кит. 周逸之; род. 20 июля 1986) — канадский актёр, наиболее известный благодаря роли Кевина Трена в сериале «Сверхъестественное».

## Биография
Чау в 8 лет поступил на актёрские курсы и начал заниматься боевыми искусствами. Вскоре он стал одним из лучших бойцов в группе, и уже в 2001 году начал заниматься ушу у китайского мастера Чжан Чжи, изучая в том числе тай-чи и более традиционные формы ушу. Спустя четыре года его наставник уехал в Китай, и Осрик перешёл в группу Брюса Фонтейна, где он продолжил изучать современное ушу.
В 2008 году Осрик получил свою первую главную роль в фильме Дэвида Кэррадайна «Школа боевых искусств», а в 2009 году сыграл тибетского монаха по имени Нима в американском фильме-катастрофе «2012».

## Избранная фильмография
| Год       |    | Русское название                                  | Оригинальное название                   | Роль                      |
| --------- | -- | ------------------------------------------------- | --------------------------------------- | ------------------------- |
| 2009      | с  | Охотники за монстрами                             | The Troop                               | Гектор                    |
| 2009      | ф  | 2012                                              | 2012                                    | Нима                      |
| 2011      | тф | Лучший игрок                                      | Best Player                             | друг Эша                  |
| 2012      | ки | —                                                 | Sleeping Dogs                           | Винсент                   |
| 2012      | ф  | Коротышка                                         | Fun Size                                | Пенг                      |
| 2012      | ф  | Железный кулак                                    | The Man with the Iron Fists             | помощник кузнеца          |
| 2012      | ф  | Halo 4: Идущий к рассвету                         | Halo 4: Forward Unto Dawn               | Джанджи Чен               |
| 2012—2019 | с  | Сверхъестественное                                | Supernatural                            | Кевин Трен                |
| 2014      | с  | 100                                               | The 100                                 | парень с красными глазами |
| 2016—2017 | с  | Холистическое детективное агентство Дирка Джентли | Dirk Gently’s Holistic Detective Agency | Вогл                      |
| 2017      | с  | Мыслить как преступник: За границей               | Criminal Minds: Beyond Borders          | Гуи                       |
| 2018      | ф  | Статус: Обновлён                                  | Status Update                           | Дональд Фу                |
| 2019—2021 | с  | Флэш                                              | The Flash                               | Райан Чой                 |
| 2020      | с  | Стрела                                            | Arrow                                   | Райан Чой                 |
| 2020      | с  | Легенды завтрашнего дня                           | Legends of Tomorrow                     | Райан Чой                 |
| 2020—2021 | мс | Кармен Сандиего                                   | Carmen Sandiego                         | тролль / подросток        |
| 2024      | с  | Аватар: Легенда об Аанге                          | Avatar: The Last Airbender              | Тан                       |